# Dangerous Toys (album)

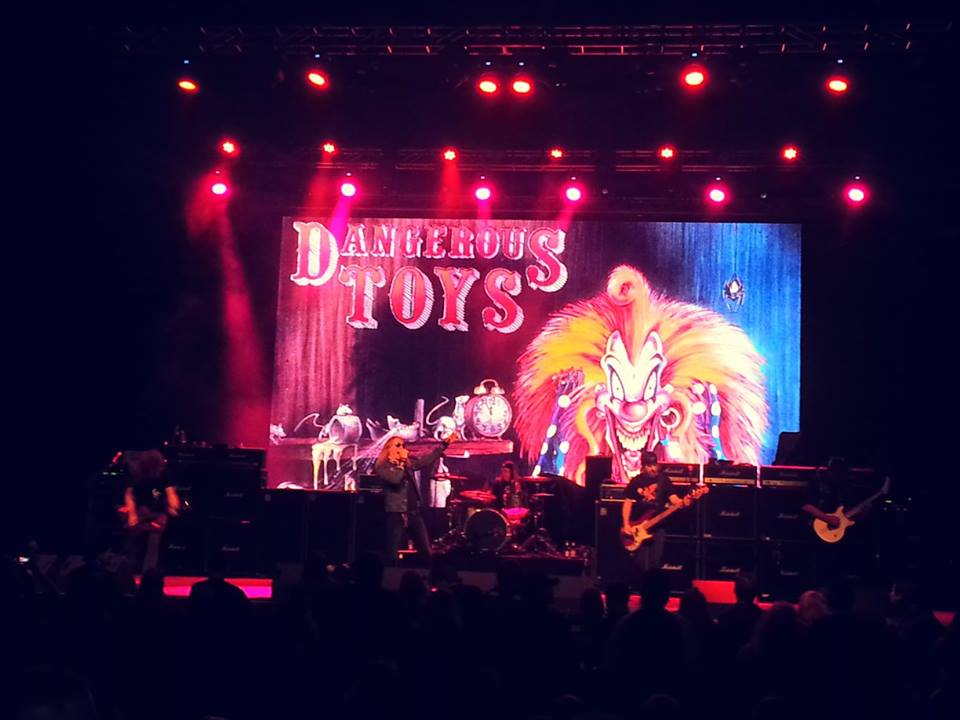
Concerto

Dangerous Toys è il primo album dei Dangerous Toys, uscito nel 1989 per l'Etichetta discografica Columbia Records.

## Il disco
I Guns N' Roses nel 1987 approdarono con il loro debutto Appetite for Destruction. Il gruppo fondò una nuova corrente in parte distinta dal classico hair metal, lo sleaze metal. Uno dei gruppi che più si ispirò a questa nuova ondata, e a meglio rappresentare questo stile furono proprio i Dangerous Toys con questo omonimo album del 1989.
Il disco, fortemente influenzato dallo stile dei Guns N'Roses e generalmente dallo sleaze metal tanto in voga in quel periodo, riuscì a conquistare una buona fetta di appassionati. La voce al vetriolo di Jason Mc Master, incredibilmente ispirata a quella di Axl Rose, ed una serie di canzoni del calibro di "Teas'n Pleas'n", "Scared", "Bones In The Gutter", "Sport'n A Woody", "Queen Of The Nile", "Outlaw" e "Here Comes Trouble", resero l'esordio del gruppo texano un successo.
I singoli estratti dal disco furono "Teasin' Pleasin'" e "Scared" (brano dedicato a Alice Cooper), che lanciarono l'album su MTV.
Nell'album Danny Aaron è accreditato come secondo chitarrista ed appare sul retro della copertina, tuttavia egli non suonò in quest'album, poiché raggiunse la band poco dopo le registrazioni. Prima delle sessioni, Trembley lasciò la band, e il rimanente Scott Dalhover dovette registrare tutte le parti di chitarra.

## Tracce
1. Teas'n, Pleas'n (Dangerous Toys, Trembly) 3:11
2. Scared (Dangerous Toys) 4:03
3. Bones in the Gutter (Dangerous Toys) 3:26
4. Take Me Drunk (Dangerous Toys) 3:56
5. Feels Like a Hammer (Dangerous Toys) 4:10
6. Sport'n a Woody (Dangerous Toys) 3:28
7. Queen of the Nile (Dangerous Toys) 3:27
8. Outlaw (Dangerous Toys, Trembly) 3:21
9. Here Comes Trouble (Dangerous Toys) 3:20
10. Ten Boots (Stompin') (Dangerous Toys) 3:12
11. That Dog (Dangerous Toys) 3:30

## Formazione
- Jason McMaster - voce
- Danny Aaron - chitarra
- Scott Dalhover - chitarra
- Mike Watson - basso
- Mark Geary - batteria

### Altri musicisti
- Paula Salvatore - cori nella traccia 5
- Waste 'O' Skin Choir - cori